# Laurence Golborne
Laurence Nelson Golborne Riveros (Santiago, 11 de julio de 1961) es un ingeniero, político y empresario chileno, que se ha desempeñado como gerente de varias empresas de la industria energética. Posteriormente fue gerente general corporativo de la empresa retail Cencosud.
En 2010 comienza su carrera política, desempeñándose como biministro de Energía y de Minería, y posteriormente como ministro de Obras Públicas, bajo el primer gobierno del presidente Sebastián Piñera. Fue precandidato presidencial en miras a las primarias presidenciales de la Alianza de 2013, sin embargo renunció el 29 de abril. Si bien no milita en ningún partido político, ha manifestado cercanía con las políticas de la Unión Demócrata Independiente (UDI).

## Biografía

### Familia y estudios
Nacido en Santiago de Chile, como hijo de Wilfred Laurence Golborne Pacheco y Aída Riveros Bell.
Durante sus primeros años se crio en Maipú, comuna del poniente de la capital, donde su padre, Wilfred, de ascendencia británica, desarrolló su veta empresarial a través del negocio ferretero.
Siendo el menor de los seis hijos de la familia, participó de adolescente en las reuniones que el conservador Partido Nacional (PN) organizaba en su comuna durante el gobierno de la Unidad Popular (1970-1973). Pese a ello, su realidad familiar es descrita como diversa, con miembros que simpatizaban con la izquierda y la derecha.
Egresó del Instituto Nacional y luego ingresó a la Pontificia Universidad Católica (PUC), donde estudiaría ingeniería civil industrial. En la universidad obtuvo el reconocimiento al mejor egresado de su promoción y, además, conoció a Karin Oppermann, quien más tarde sería su esposa en segundas nupcias, tras la anulación de su matrimonio. Más tarde cursó estudios en administración de empresas en las universidades de Northwestern y Stanford, en los Estados Unidos.
Contrajo matrimonio por primera vez en 1983 con la italiana Anna María Piccardo, pero se separaron al poco tiempo. Tuvieron dos hijas; Ignacia y Daniela. Se casó en segundas nupcias el 30 de abril de 1992, en Las Condes, con Karin Oppermann Soza, hija del alemán Hans Heinrich Ehrhardt Oppermann Groothoff y Vicenta Elena Soza López, con quien tuvo cuatro hijos; Benjamín, Cristián, Karin y Laurence.Se divorció en 2014 luego de 22 años de matrimonio. 
Actualmente está casado con Carolina Reinoso Carrasco, Ingeniero Comercial y ejecutiva en empresas de Retail.

### Carrera empresarial
A los 21 años se incorporó a Esso Chile, filial de la petrolera estadounidense ExxonMobil. En dicha empresa hizo la práctica como gerente de sistemas y luego como gerente de control y gestión. Cuatro años más tarde emigró a Orden S.A., firma de software donde fue gerente comercial.
En 1990 ingresó a Chilgener como subgerente de sistemas y comunicaciones, y en tres años se transformó en el gerente corporativo de finanzas. En esta compañía estrechó lazos con Juan Antonio Guzmán, de quien había sido ayudante de termodinámica en la universidad, y con Bruno Philippi, quien más tarde ocuparía el cargo de presidente de la Sociedad de Fomento Fabril (2005-2009).
En 2001 optó por dar un giro a su carrera, apostando por el negocio del retail, de creciente interés en el país austral. Asumió entonces como gerente general corporativo de Cencosud, del empresario de origen alemán Horst Paulmann. Durante su gestión, que finalizó en enero de 2009, Cencosud aterrizó en Perú, Colombia y Brasil, mercados que se sumaron a Chile y Argentina. En 2006, el Servicio Nacional del Consumidor de Chile (Sernac), apoyado por la Asociación de Consumidores (Conadecus), presentó una demanda colectiva en contra de la cadena de supermercados Jumbo, retail de Cencosud, de la cual por entonces Golborne era gerente general. Esto debido al aumento unilateral de la comisión por mantenimiento de la Tarjeta Jumbo, lo que afectó económicamente a más de cuatrocientas mil personas. En enero de 2011, la Justicia condenó a una indemnización a los afectados, por una suma total de 30 millones de dólares.
Entre 2007 y 2009 y pese a su declarado fanatismo por Universidad Católica, fue dirigente de Audax Italiano y parte de su directorio. Esto se debió a la invitación que le realizó el presidente del club Valentín Cantergiani, con quién sostenía una buena relación empresarial en la industria del retail.
Dejando de lado su paso por la política, en abril de 2014 se incorporó al directorio de Ripley Chile. Al mes siguiente fue escogido director de la empresa, en reemplazo de Sergio Collarte. Desde esa fecha ha continuado desarrollando actividades de Director de varias empresas en Chile y Paraguay (Ripley, Construmart, SQM, Aventura en Perú, Medvital en Paraguay y otras) y ha emprendido distintos negocios en ambos países.

## Carrera política

### Ministro de Estado

#### Ministro de Minería

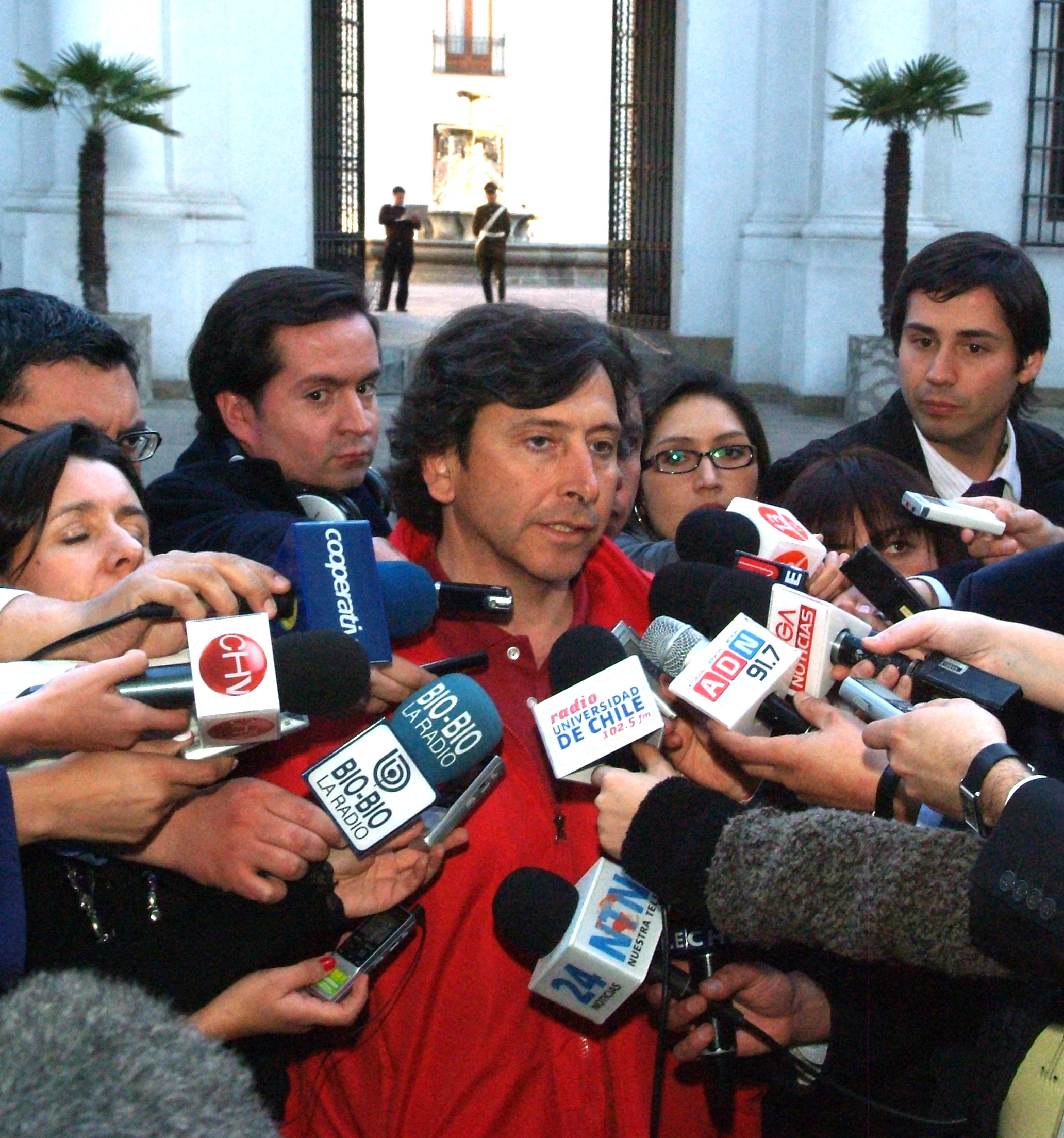
Laurence Golborne da declaraciones a la prensa en el Palacio de La Moneda.

En febrero de 2010 fue llamado por el presidente electo Sebastián Piñera para desempeñarse como ministro de Minería, cargo que asumió el 11 de marzo, junto al resto del nuevo Gobierno. Hasta ese momento se desempeñaba como miembro del directorio de diversas empresas, entre ellas Ripley Corp, y del Consejo Asesor de Havas Media Group para Chile, Perú y Bolivia. También era activo miembro de ICARE, corporación empresarial.
Alcanzó visibilidad durante los primeros meses de su gestión a raíz de la intensa discusión del proyecto que modificaba el impuesto específico a la minería, texto presentado por el Gobierno en el marco del plan de reconstrucción del país tras el terremoto de febrero. Este trámite, que finalizó con el rechazo de la iniciativa en la Comisión Mixta, estuvo condimentado por la polémica asistencia de Golborne al Mundial de Fútbol de Sudáfrica y los duros enfrentamientos con la opositora Concertación, el último de los cuales incluyó excusas públicas suyas tras interrumpir una conferencia de prensa de senadores opositores.
Entre agosto y octubre de ese mismo año lideró el operativo articulado por el gobierno del presidente Piñera para ubicar y rescatar a los 33 mineros atrapados a 622 metros tras el derrumbe en la mina San José, en la región de Atacama. Ello le significó pasar, de ser el ministro más desconocido del gabinete, a inicios de 2010, al más popular, logrando índices de un 78% de aprobación a su gestión, y posteriormente un 91% de aprobación, según encuesta Adimark. Dicha popularidad lo convirtió en uno de los presidenciables del oficialismo para la elección de 2013, sin embargo, la Coalición por el Cambio quiso bajar el perfil a dicha especulación, para evitar lo ocurrido con Joaquín Lavín tras la elección presidencial de 2000.

#### Biministro de Minería y de Energía
Golborne junto al ministro de Energía Raineri, propusieron al presidente Piñera un alza del gas en Magallanes, los ministros presentaron un extenso informe como miembros del directorio de la ENAP (una empresa petrolera estatal). La decisión fue formalizada dos días antes del vencimiento del contrato de suministro. El documento también incluía un plan de retiro voluntario para parte de los ocho mil trabajadores de la empresa.
En el cambio de gabinete efectuado el día 14 de enero fue nombrado ministro de Energía, siendo el sucesor de Ricardo Raineri, cargo que asumió el día 16 de enero. No abandonó su cargo de ministro de Minería, pasando a ser biministro.

#### Ministro de Obras Públicas

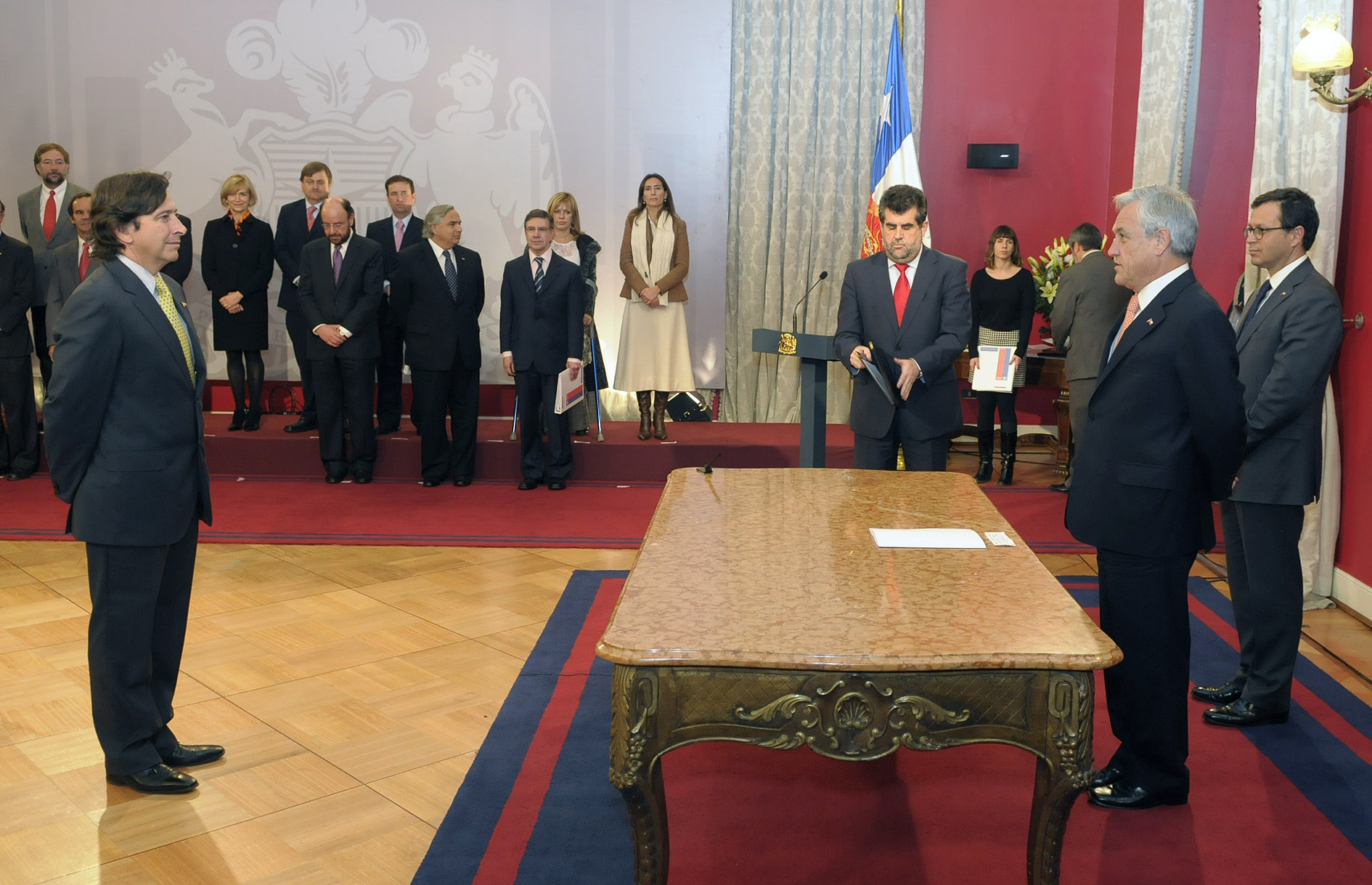
Golborne jura como ministro de Obras Públicas.

El 18 de julio de 2011, dejó las carteras de Minería y Energía y fue nombrado ministro de Obras Públicas por el presidente de la República Sebastián Piñera.
Según la encuesta publicada a principios de agosto del mismo año, Golborne mantuvo el 75% de aprobación de la ciudadanía luego de su cambio. Esto a pesar del clima de manifestaciones y protestas, así como de la constante baja en las encuestas del gobierno.
Bajo este cargo, Golborne comenzó las obras de pavimentación de los 1.200 kilómetros de la Carretera Austral, desde Puerto Montt hasta Coyhaique. Para llevar a cabo esta tarea, dirigió la expropiación de terrenos del Parque Pumalín, hasta entonces pertenecientes a Douglas Tompkins. Este tramo equivale a 30 hectáreas, y con ello se permitirá el paso de vehículos, los que hoy no pueden circular en la zona. De este modo, se unirá por tierra a Chaitén con Puerto Montt.

### Fallida precandidatura presidencial
Desde el rescate de los mineros atrapados por el derrumbe de la mina San José, donde quedó posicionado como el ministro mejor evaluado del gabinete de Piñera, fue indicado como una de las principales cartas del oficialismo para la elección presidencial de 2013. El 7 de noviembre de 2012 lanzó oficialmente su precandidatura, y recibió el apoyo de la Unión Demócrata Independiente (UDI), a pesar de no tener militancia en dicho partido.
Tras ser cuestionado públicamente por el Caso Cencosud y la sociedad que tenía en las Islas Vírgenes Británicas, Golborne bajó su candidatura presidencial el 29 de abril de 2013. Posteriormente, la UDI propuso a Golborne una candidatura a senador por Santiago Oriente, o cualquier circunscripción del país, sin embargo, éste descartó participar en las elecciones parlamentarias.

### Candidatura parlamentaria
Aunque ya había rechazado la idea de asumir una candidatura parlamentaria, Golborne decidió aceptar la propuesta hecha previamente por la UDI e inició una carrera senatorial por Santiago Oriente, bajando las precandidaturas de Ena von Baer, Iván Moreira y José Antonio Kast. En la campaña fue acompañado por su hija, Ignacia, quien presentó su candidatura a diputada por uno de los distritos que componen la circunscripción (Lo Espejo, Pedro Aguirre Cerda y San Miguel). Tuvo que enfrentar como compañero de lista al exalcalde de Puente Alto, Manuel José Ossandón, militante de Renovación Nacional (RN). 
Finalmente Golborne no resultó elegido, ya que consiguió cerca del 22% de los votos, siendo superado por Ossandón y desplazado por el socialista Carlos Montes debido al sistema binominal. Su hija también sufrió una derrota en su postulación como diputada.

## Controversias

### Conflicto de intereses en proyecto Hidroaysén
Laurence Golborne reconoció el domingo 16 de mayo de 2011, en una entrevista con TVN, que antes de ser convocado como ministro de Piñera se le había ofrecido el cargo de director del controvertido proyecto Hidroaysén, el cual rechazó poco antes de aceptar el cargo.

### Caso Cencosud
El 24 de abril de 2013, la Corte Suprema condenó al holding Cencosud por cláusulas abusivas y alzas unilaterales en los costos de mantenimiento de la tarjeta Jumbo Más. En medio de la campaña presidencial, Golborne tuvo que enfrentar las críticas dado que el hecho se dio en el periodo en que él era gerente general de Cencosud, ante lo cual declaró que había obedecido «las instrucciones y directrices que se establecen a nivel de directorio y es la persona responsable de llevarlas a la práctica».

### Patrimonio no declarado
La prensa nacional publicó el 28 de abril de 2013 que Golborne habría incurrido en irregularidades en su declaración de patrimonio presentada durante su periodo como ministro de Minería, dado que omitió una sociedad establecida en las Islas Vírgenes Británicas —conocida por ser un paraíso fiscal— la cual participaba en otra de las sociedades del político por un monto estimado en 1 400 millones de pesos. Golborne, consultado por la prensa, declaró que él solo estaba obligado a declarar sus «sociedades de primer nivel»|título=Golborne asegura que sus declaraciones de intereses cumplieron con la ley |url=http://www.elsur.cl/impresa/2013/04/28/full/3/ |fecha=28 de abril de 2013 |fechaacceso=29 de abril de 2013}}</ref>

### Caso Penta
El 29 de junio de 2016, Golborne fue formalizado por delitos tributarios, acusado de facilitar boletas ideológicamente falsas al Grupo Penta por un monto de $378.770.000 de pesos chilenos, en el contexto del Caso Penta. El 19 de noviembre de 2019 llegó a un acuerdo de salida alternativa con el Ministerio Público, y al cabo de un año, sobreseyéndose definitivamente el procedimiento penal iniciado en su contra.

## Historial electoral

### Elecciones parlamentarias de 2013
- Elecciones parlamentarias de 2013, candidato a senador por la Circunscripción Senatorial 8 (Santiago Oriente)[58]

| Candidato                        | Pacto                         | Partido | Votos   | %     | Resultado |
| -------------------------------- | ----------------------------- | ------- | ------- | ----- | --------- |
| Manuel José Ossandón Irarrázabal | Alianza                       | RN      | 315 320 | 24,43 | Senador   |
| Laurence Golborne Riveros        | Alianza                       | ILJ     | 293 517 | 22,74 |           |
| Carlos Montes Cisternas          | Nueva Mayoría                 | PS      | 278 420 | 21,57 | Senador   |
| Soledad Alvear Valenzuela        | Nueva Mayoría                 | PDC     | 261 963 | 20,29 |           |
| José Carreño Fraile              | Si tú quieres, Chile cambia   | ILI     | 42 624  | 3,30  |           |
| Juan Guillermo Ossa Lagarrigue   | Partido Humanista             | PH      | 24 391  | 1,88  |           |
| Luis Mariano Rendón Escobar      | Nueva Constitución para Chile | ILH     | 21 466  | 1,66  |           |
| Iván Carrasco Mora               | Nueva Constitución para Chile | IGUAL   | 20 661  | 1,60  |           |
| Esteban Silva Cuadra             | Si tú quieres, Chile cambia   | ILI     | 19 270  | 1,49  |           |
| Patricio Guzmán Sinkovich        | Partido Humanista             | PH      | 12 946  | 1,00  |           |

## En ficción
Golborne fue retratado en la película de 2015, Los 33 de Rodrigo Santoro.